# Ulrich Koch (Mediziner)
Ulrich Koch (* 12. Juni 1941 in Münster; † 13. Juli 2021 in Hamburg) war ein deutscher HNO-Arzt und Hochschullehrer.

## Leben

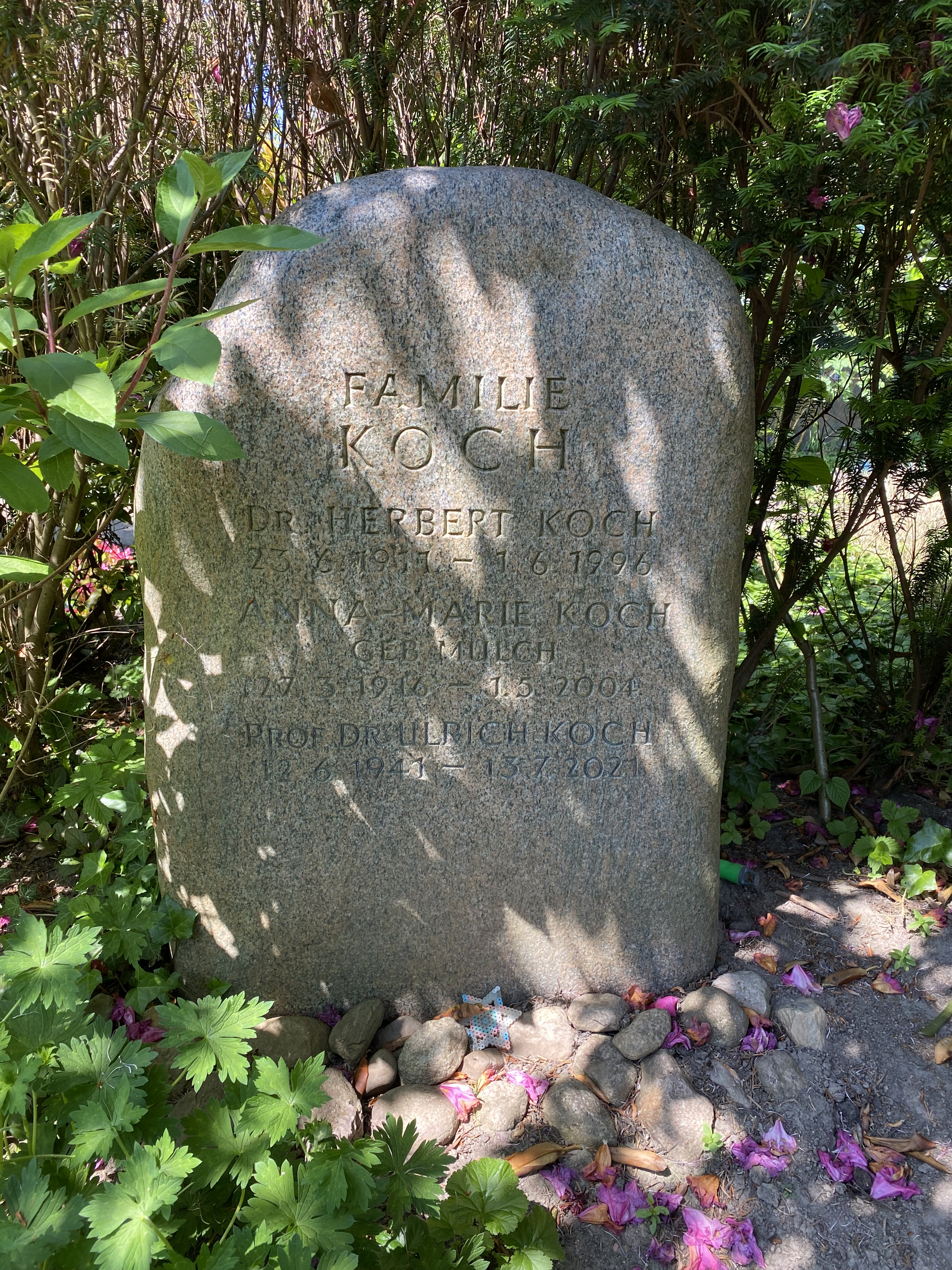
Grabstätte auf dem Nienstedtener Friedhof

Schon sein Vater arbeitete als HNO-Arzt an einem Krankenhaus in Oberhausen. Ulrich Koch studierte Medizin an den Universitäten in Innsbruck, Kiel und abschließend in Würzburg, wo er zunächst 1967 das Staatsexamen ablegte und zwei Jahre später mit der Dissertationsschrift Klinik und Therapie der bösartigen Tonsillengeschwülste bei Horst Ludwig Wullstein promoviert wurde. Fachärztlich ließ sich Koch von 1970 bis 1973 am Universitätsklinikum Bonn ausbilden und stieg dort zum Oberarzt auf. 1978 erhielt er eine Lehrberechtigung, 1981 wurde er zum außerplanmäßigen Professor ernannt, nachdem er bereits in den 1970er-Jahren habilitiert worden war. Bis 1983 leitete Koch die HNO-Klinik kommissarisch, ehe er 1986 an das Universitätskrankenhaus Hamburg-Eppendorf berufen wurde, dessen HNO-Abteilung er bis zu seiner Emeritierung im März 2008 leitete. Bekannte Patienten während seiner Zeit in Bonn und Hamburg waren neben mehreren Bundeskanzlern unter anderem der Schauspieler Gert Fröbe und die Tennisspielerin Steffi Graf.
Koch forschte und lehrte schwerpunktmäßig auf dem Gebiet der Otologie, hier insbesondere zu den Mechanismen der Belüftung des Mittelohres, ein Thema, zu dem er umfangreich in Fachorganen publizierte. Sein Interesse galt weiterhin der Mittelohrmechanik und der Entwicklung moderner Implantate wie Innen- und Mittelohrprothesen.
Seit 1993 gehörte Koch viele Jahre lang dem Präsidium der Deutschen Gesellschaft für Hals-Nasen-Ohren-Heilkunde, Kopf- und Hals-Chirurgie (DGHNO-KHC) an, davon neun Jahre als Schriftführer. Im Jahr 2000 übernahm er die jährlich wechselnde Präsidentschaft, 2001 richtete er den in Hamburg stattfindenden Jahreskongress aus. 2014 wurde er zum Ehrenmitglied der Gesellschaft ernannt.
Kochs sportliche Hobbys waren Tennis und Skifahren. Er verstarb nach langer, schwerer Krankheit einen Monat nach Vollendung seines 80. Lebensjahres und wurde auf dem Nienstedtener Friedhof in Hamburg beigesetzt.

## Auszeichnungen
- 1981: Anton-von-Tröltsch-Preis für wissenschaftliche Arbeiten zur Thematik des Adhäsivprozesses
- 2014: Ehrenmitgliedschaft in der DGHNO-KHC

## Veröffentlichungen
- 1969: Klinik und Therapie der bösartigen Tonsillengeschwülste (Dissertationsschrift)
- 2001: Erkrankungen der Speicheldrüse (als Herausgeber), Verlag Thieme, Stuttgart